# Gagnières
Gagnières là một xã trong tỉnh Gard thuộc vùng Occitanie, phía nam nước Pháp. Xã Gagnières có diện tích 11,22 km2, nằm ở khu vực có độ cao trung bình 192 mét trên mực nước biển.